# Алжир (фильм)
«Алжир» (англ. Algiers) — американский фильм-драма 1938 года, снятый режиссёром Джоном Кромвеллом с Шарлем Буайе, Сигрид Гури и Хеди Ламарр в главных ролях. Ремейк французского фильма «Пепе ле Моко».

## Сюжет
Алжир — это место соединения различных культур и цивилизаций. Здесь пустыня сталкивается с морем, а Африка с Европой. В старинном районе Касбах, возвышающемся над остальной местностью, можно встретить людей самых разных мастей — скитальцы и изгои, шлюхи и мошенники. Пепе ле Мокко давно разыскивает полиция, но Касбах — это его мир, где он чувствует себя как рыба в воде. Но лишённая праздности и веселья жизнь убивает его пуще смертной казни. Когда же он встречает молодую туристку Габи, то вновь чувствует вкус к жизни. Но спасением или погибелью станет для Пепе эта любовь?

## В ролях
- Шарль Буайе — Пепе ле Мокко
- Сигрид Гури — Инес
- Хеди Ламарр — Габи
- Джозеф Каллея — инспектор Слиман
- Алан Хейл — дедушка
- Джин Локхарт — Реджис
- Роберт Грейг — Андре Жиро
- Джоан Вудбери — Айша
- Пол Харви — комиссар Жанви
- Нина Кошиц — Таня

## Награды и номинации
Фильм получил 4 номинации на «Оскар», но не взял статуэтку ни в одной из номинаций. Джон Кромвелль завоевал второй приз Сообщества кинокритиков Нью-Йорка за режиссуру. Национальный совет кинокритиков США отметил своей наградой игру Джозефа Каллеи.
В 2012 году «Алжир» номинировался на включение в список 100 самых страстных американских фильмов за 100 лет по версии AFI.